# تدابير الاتحاد الأوروبي لمكافحة الإغراق بشأن الديزل الحيوي
تدابير مكافحة الإغراق المتعلقة بالديزل الحيوي، التي يتخذها الاتحاد الأوروبي هي قضية تتعلق بتسوية المنازعات في إطار منظمة التجارة العالمية. كانت الأرجنتين وإندونيسيا أكبر مصدرين للديزل الحيوي إلى الاتحاد الأوروبي. معًا كانت هذه البلدان مسؤولة عن حوالي ٩٠٪؜ أو ٢.٥ مليون من الواردات من الديزل الحيوي في الاتحاد الأوروبي في عام ٢٠١٢. ولكم بحلول عام ٢٠١٢ اتهم الاتحاد الأوروبي الأرجنتين وإندونيسيا بإغراق الديزل الحيوي في الاتحاد الأوروبي، مما يعني أنهما كانا يبيعان الديزل الحيوي تحت أسعار السوق المحلية ونفذا تعريفات مكافحة الإغراق على الديزل الحيوي في البلدين، مما أدى إلى وقف التدفقات بشكل فعال.

## خلفية
وفقًا لنتائج التحقيقات التي اجراها الاتحاد الأوروبي تستفيد الشركات الأرجنتينية والإندونيسية من ميزة غير عادلة بسبب إمكانية حصولها على المواد الخام بأسعار منخفضة مقارنة بأسعار السوق العالمية المتاحة لمنتجي وقود الديزل الحيوي في الاتحاد الأوروبي. هذا بسبب ارتفاع ضرائب التصدير التي تفرضها الحكومة الأرجنتينية والإندونيسية على المواد الخام المستخدمة في إنتاج الديزل الحيوي. توصل التحقيق إلى أن هامش الإغراق في الأرجنتين كان حوالي ٤١.٩٪؜ و٤٩.٢٪؜، وبالنسبة لإندونيسيا كان بين ٨.٨٪؜ و٢٣.٣٪؜ ولكن من خلال تطبيق «قاعدة الرسوم الأقل» في الاتحاد الأوروبي، فإن رسوم مكافحة الإغراق سوف تفرض على مستوى هامش الضرر، بالنسبة لأغلب المنتجين المصدرين التي تتراوح نسبتها بين ٢٢٪؜ و٢٥.٧٪؜ وبالنسبة لإندونيسيا ٨.٨٪؜ و٢٠.٥٪؜. بعبارة أخرى تقرر أن الواجبات لا تشكل عقوبة بل تحول دون إلحاق مزيد من الضرر بصناعة الاتحاد الأوروبي.

## رسوم نهائية لمكافحة الإغراق على وقود الديزل الحيوي للأرجنتين وإندونيسيا
اعتبارًا من نوفمبر ٢٠١٣، فرض الاتحاد الأوروبي رسوم نهائية لمكافحة الإغراق على الواردات من الديزل الحيوي من الأرجنتين وإندونيسيا. وتتألف تدابير مكافحة الإغراق رسوم اضافية تبلغ حوالي ٢٤.٦٪؜ للأرجنتين و٢١.٣٪، وهي تدابير تستند إلى قرارات اتخذها المجلس بعد تحقيق دام ١٥ شهرًا أجرته المفوضية الأوروبية في عام ٢٠١٢. وكشف التحقيق أن منتجات الديزل الحيوي الأرجنتينة يجري إلقاؤها في سوق الاتحاد الأوروبي، تمامًا كما يعتقد الكونغرس. وكان لهذا الإغراق أثر سلبي كبير على الأداء المالي والتشغيلي للمنتجين الأوروبيين. كما اقترحت المفوضية الأوروبية تعريفات قدرها ٢١٧ يورو لكل طن من الديزل الحيوي المستورد. مما جعل مبيعات الديزل الحيوي المستورد اغلى من تلك المنتجة على الصعيد الوطني، مما أدى إلى انخفاض مبيعات الديزل الحيوي الأرجنتيني والإندونيسي، بالنظر إلى أن المبيعات انخفضت بشدة بسبب قوانين الاستيراد الصارمة المتعلقة بالديزل الحيوي المطبقة حديثًا. انخفضت كمية الديزل الحيوي المستوردة إلى الاتحاد الأوروبي بنسبة ٣٦٪ ؜في عام ٢٠١٣، وانخفضت فقط من إجمالي واردات الأرجنتين بنسبة ٥٧٪؜. كما بدأت الحكومة الأوروبية في فرض ضريبة قدرها دولار واحد على الجالون الواحد من الديزل الحيوي في ٢٠١٣، وظلت تتزايد باستمرار منذ ذلك الحين، الأمر الذي جعل الديزل الحيوي أكثر تكلفة بالنسبة للمستهلكين. لذا وكما نرى فإن أوروبا لم تخفض فقط كمية الواردات من الديزل الحيوي من الأرجنتين وإندونيسيا، بل من بلدان أخرى أيضًا. ونتيجة لذلك وعلى الرغم من أن مجموع الواردات قد انخفض انخفاضًا كبيرًا، فقد شهد المنتجون المحليون للديزل الحيوي زيادة كبيرة في المبيعات في الإيرادات بفضل الضرائب والتعريفات المطبقة على الواردات التي تسببت في انخفاض مجموع الواردات.

### الأرجنتين
قدمت الأرجنتين قضية (DS459) إلى مجموعة خاصة ضد الاتحاد الأوروبي فيما يتعلق بنزاع وقود الديزل الحيوي في مايو ٢٠١٣. كانت هذه القضية ضد قيود معينة على واردات وتسويق وقود الديزل الحيوي واستغلاله تجاريًا في أوروبا، وهي تدعي أيضًا أن الاتحاد الأوروبي كان يقدم دعمًا غير عادل لصناعة الديزل الحيوي الوطني. في أكتوبر ٢٠١٦ وجدت لجنة المنازعات تأييد الأرجنتين وقضت بضرورة تخفيض رسوم مكافحة الإغراق. تنوي المفوضية الأوروبية تمرير هذه المقترحات، لكنها حتى الآن وجدت معارضة شديدة من الدول الأوروبية الرئيسية المنتجة للديزل الحيوي والبذور الزيتية. من المتوقع اتخاذ القرار في سبتمبر ٢٠١٧.

### إندونيسيا
في سويسرا، أطلقت إندونيسيا رسميًا شكوى ضد الاتحاد الأوروبي (DS480) في منظمة التجارة العالمية بشأن التعريفات الجمركية المناهضة للإغراق التي قدمتها أوروبا ضد وارادت الديزل الحيوي الإندونيسي منذ مايو ٢٠١٣. أنشأت منظمة التجارة العالمية لجنة منازعات بشأن رسوم مماثلة سبق للأرجنتين أن قدمتها.

## روابط خارجية
- A thin line between fair and unfair: EU’s anti-dumping policy[وصلة مكسورة]